# Укол зонтиком
«Уко́л зо́нтиком» (фр. Le Coup Du Parapluie) — криминальная комедия 1980 года с Пьером Ришаром в главной роли. Создание фильма было вдохновлено несколькими убийствами болгарских диссидентов, в которых так называемый «Болгарский зонтик» использовался в качестве оружия. Рабочее название фильма — «Укол болгарским зонтиком» (фр. Le Coup du Parapluie Bulgare).

## Сюжет
Грегуар Леконт, актёр-неудачник и ловелас, отправляется на кастинг, надеясь получить роль наёмного убийцы в новой комедии, чтобы полученным гонораром рассчитаться за долги по штрафам из полиции и перед сервисной компанией за ремонт сантехники (о последнем зритель узнаёт из записи звонка от сантехника на автоответчике, который грозится подать на нерадивого должника в службу судебных приставов). В результате курьёзного недоразумения он, перепутав двери номеров, попадает на встречу с самыми настоящими мафиози и принимает их главаря, дона Барберини, за кинопродюсера, а те, в свою очередь, путают актёра с киллером. Барберини выдаёт Леконту аванс в 50 тысяч франков и направляет в Сен-Тропе для ликвидации торговца оружием Отто Крампе по прозвищу Кит, рассказав, что Крампе якобы продал неисправное оружие какому-то африканскому вождю и теперь тот решил проучить Крампе, а также, что у Кита серьёзная и опасная охрана ― наёмные убийцы, они же по совместительству его личные врачи. Сообщник дона Барберини, Боццони, снабжает Леконта орудием убийства — зонтиком с отравленным наконечником. При этом сам Боццони, будучи двойным агентом, сообщает Отто Крампе, что Леконт направляется в Сен-Тропе, чтобы убить его. Сам же Грегуар Леконт наивно полагает, будто бы едет на съёмки фильма. В то же время за мафией следят криминальная полиция и контрразведчики, не понимая, какова роль Леконта в этом деле. Оперативная сотрудница Сильветт под псевдонимом Мышка, выдавая себя за фанатку актёра, знакомится с Грегуаром Леконтом и направляется с ним в Сен-Тропе. Тем временем Барберини случайно видит Леконта в рекламе корма-рагу для собак на борту автобуса и понимает свою ошибку. Тогда же он встречается с настоящим наёмным убийцей-профи, известным под фамилией (или псевдонимом) Московиц, и посылает его в Сен-Тропе, где Московица никто не знает, так как тот сделал несколько пластических операций. В это время Кит поручает своим людям — снайперу Доктору и гею Чокнутой убить Леконта, но это у них не получается, и в итоге сами киллеры погибают: Чокнутая умирает от укола зонтиком в ногу в самолёте (Леконт по неосторожности воткнул зонтик между креслами), а Доктор попадает в ДТП из-за того, что друг Леконта Фредо не справляется с управлением на горном серпантине и врезается в его машину, причём перед этим сам же Доктор едва не подрезал на трассе машину Фредо. Грегуар прибывает вместе с Сильветт в Сен-Тропе, и там они селятся в отеле, где Крампе справляет свой день рождения. Туда же прибывают Московиц и сожительница Грегуара Жозиана. Тем временем Крампе посылает своего профессионально владеющего ножом телохранителя-индийца Раджхана в номер к Леконту за зонтиком. Раджхан приходит в номер, но застаёт там Московица, завязывается бой, в котором Московиц убивает Раджхана отравленным зонтиком, после чего пробирается в бар, где ранит бармена, затем убивает Отто Крампе, после чего собирается застрелить Леконта и, возможно, ещё кого-нибудь из гостей, как нежелательных свидетелей и способных его опознать. Тем не менее в последнюю минуту Грегуара неожиданно спасает Сильветт, убив киллера точным выстрелом из пистолета, после чего девушка признаётся Грегуару, что является оперативным сотрудником криминальной полиции, получившим спецзадание ― уничтожить Крампе. Тут-то Леконт соображает, что всё произошедшее с ним — это готовый сюжет детективного фильма. В эпилоге Леконт вместе с Сильветт, которая уже является его женой, представляет на Каннском кинофестивале прошедший с большим успехом фильм, где он выступает одновременно режиссёром, автором сценария и исполнителем главной роли, а продюсером фильма является дон Барберини. Но и здесь не обходится без курьёза: на лобовом стекле кабриолета Леконт обнаруживает штрафную квитанцию и, сев в машину вместе с Сильветт, доном Барберини и остальными, уезжает в сопровождении полицейского эскорта.

## В ролях
| Актёр             | Роль |
| ----------------- | --- |
| Пьер Ришар        | Грегуар Леконт |
| Валери Мересс     | Сильветт «Мышка», агент контрразведки                                                                              |
| Кристина Мюрилло  | Жозиана Леблан, ревнивая сожительница Леконта, парковочный инспектор                                               |
| Гордон Митчелл    | Московиц, убийца и профессиональный стрелок                                                                        |
| Жерар Жюньо       | Фредо, импресарио Леконта                                                                                          |
| Морис Риш         | Парижский продюсер                                                                                                 |
| Витторио Каприоли | Дон Барберини, крёстный отец, главарь итальянской мафиозной группировки во Франции                                 |
| Герт Фрёбе        | Отто Крампе «Кит», торговец оружием                                                                                |
| Робер Дальбан     | старичок в театре                                                                                                  |
| Доминик Лаванан   | Мирей |
| Леон Зитрон       | комментатор |
| Дидье Совегрен    | Станислас Лефор, он же Константен Патаки, он же Пьер Жюве: опасный преступник, возможно, нетрадиционной ориентации |
| Яссер Хан         | Раджхан, телохранитель Крампе. Профессионально владеет ножом ― индийским кинжалом-кирпаном, при этом будучи левшой |

## Съёмочная группа
- Авторы сценария: Жерар Ури, Даниель Томпсон
- Режиссёр: Жерар Ури
- Оператор: Анри Декаэ
- Композитор: Владимир Косма
- Художник: Жан Андре

## Технические данные
Оригинальный негатив фильма снят сферической оптикой Panavision на 35-мм киноплёнке с соотношением сторон кадра 1,66:1. Прокатные фильмокопии печатались контактным способом в таком же формате с одноканальной оптической фонограммой. В советский прокат фильм вышел в оптической печати на плёнке 70 мм с соотношением сторон 2,2:1 («широкий формат») с 6-канальной магнитной фонограммой (впрочем, записаны были только 5 заэкранных каналов, канал зала молчал), а также в контактной печати на плёнке 35 мм в кашетированном формате (соотношение сторон 1,66:1, как у негатива, звук моно). Ряд сцен (убийство Московицем посетителя фотокабины, попытка Жозианы соблазнить лежащего на кровати уже мёртвого Раджхана, диалог Грегуара с супругой Фредо в аэропорту) были вырезаны. В настоящее время по телевидению транслируется уже полная версия фильма, и можно заметить, что эти сцены идут с современным, а не советским дубляжем.